# 꼬이 빠

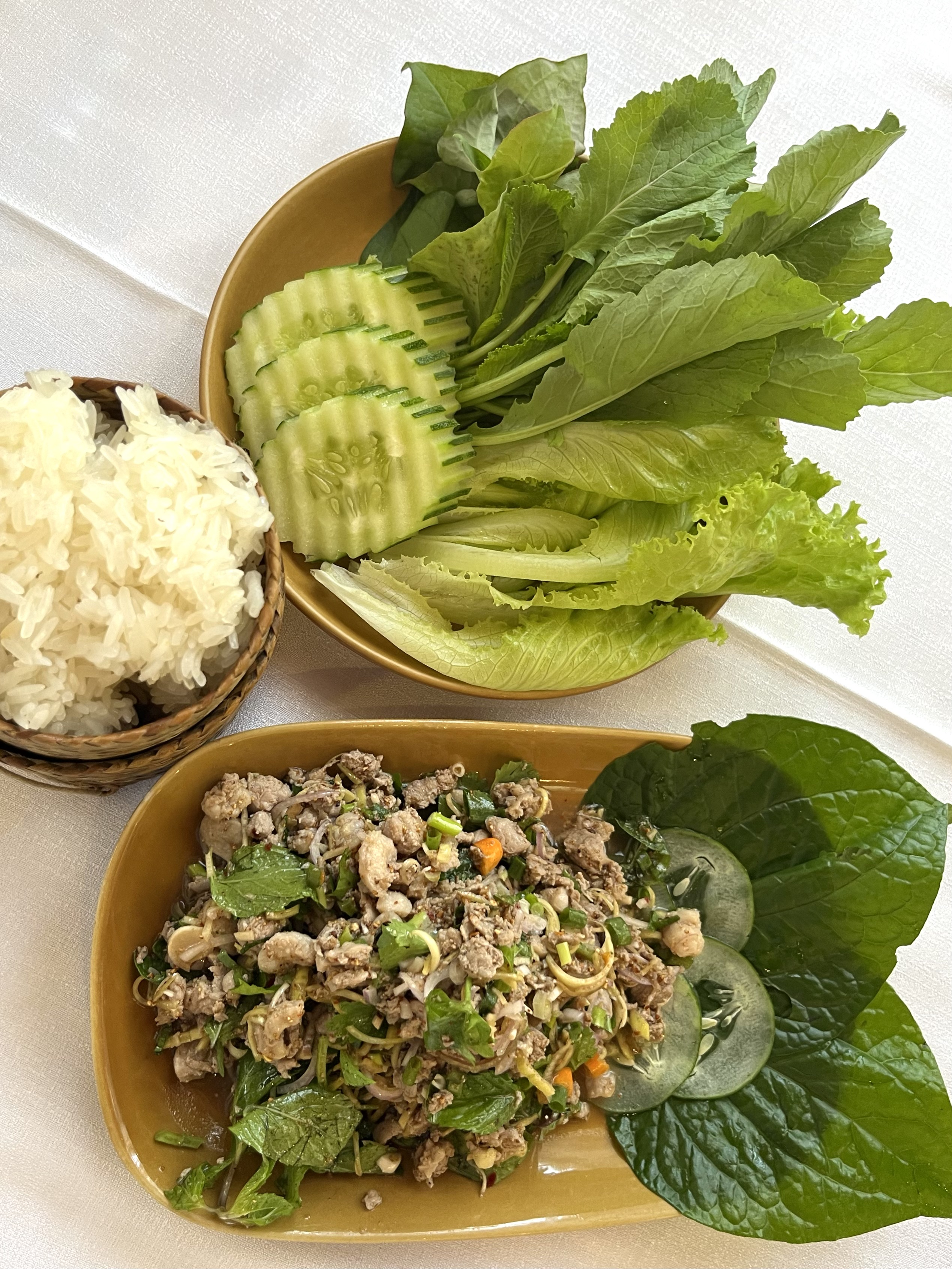
꼬이 빠

꼬이 빠(라오어: ກອ້ຍປາ)는 라오스의 날생선 무침 요리다. 꼬이의 일종으로, 라오스계 사람들이 많이 사는 태국의 이산 지역에서도 즐겨 먹는다. 태국에서는 꼬이 쁠라(태국어: ก้อยปลา)로 불린다. 들어가는 재료는 허브(고수, 민트, 파, 고추, 빠 댁(어장), 쿠어 카우(볶은찹쌀가루) 등이 있다.

## 이름
라오스어 "꼬이(ກ້ອຍ)"는 "회(膾)"와 어원이 같은 동원어다. "빠(ປາ)"는 "생선"이라는 뜻이다.

## 같이 보기
- 랍 빠
- 세비체
- 회무침